# Малый Порог (река)
Малый Порог — река в России, протекает по территории Красноселькупского района Ямало-Ненецкого автономного округа. Берёт начало в болоте Чистое. Устье реки находится в 7 км по левому берегу реки Большой Порог на высоте 80 метров над уровнем моря. Длина реки составляет 11 км.

## Данные водного реестра
По данным государственного водного реестра России относится к Нижнеобскому бассейновому округу, водохозяйственный участок реки — Таз, речной подбассейн реки — Подбассейн отсутствует. Речной бассейн реки — Таз.
По данным геоинформационной системы водохозяйственного районирования территории РФ, подготовленной Федеральным агентством водных ресурсов:
- Код водного объекта в государственном водном реестре — 15050000112115300064577
- Код по гидрологической изученности (ГИ) — 115306457
- Код бассейна — 15.05.00.001
- Номер тома по ГИ — 15
- Выпуск по ГИ — 3